# Tramwaje w Dżakarcie
Tramwaje w Dżakarcie − zlikwidowany system komunikacji tramwajowej w stolicy Indonezji, Dżakarcie, działający w latach 1869–1962.

## Historia
Pierwsze tramwaje w Dżakarcie uruchomiono w 1869, były to tramwaje konne. W 1881 uruchomiono tramwaje parowe. Tramwaje elektryczne uruchomiono 10 kwietnia 1899. Tramwaje elektryczne poruszały się po torach o szerokości 1188 mm. Ostatnią linię tramwajową zlikwidowano w 1962. 